# Intergetijdengebied

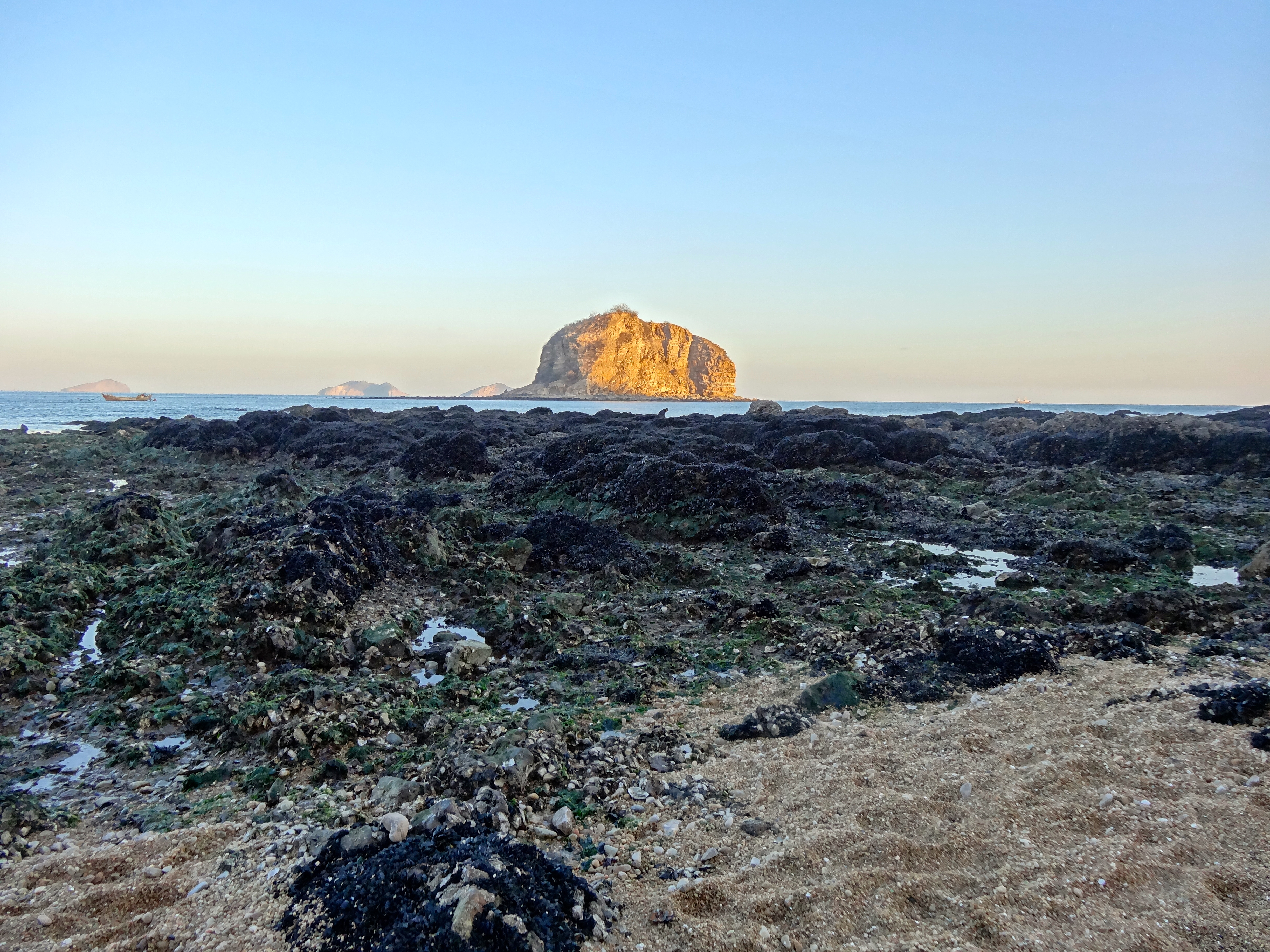
Met mossels en algen bedekte rotsen in het intertijdengebied in China

Het intergetijdengebied, ook bekend als mediolitorale zone of intertidale zone, is het gebied dat onder water staat bij hoogtij maar boven water komt bij laagtij. Binnen dit gebied komen wereldwijd verschillende habitats voor, waarin verschillende soorten organismen leven zoals zeesterren, zee-egels en talrijke soorten koraal. Ook de geografische gesteldheid is wisselend, zo omvat het gebied rotskusten, zandstranden en moerassig terrein, zoals moddervlakten. Het gebied kan een smalle strook zijn, zoals het geval is bij de Pacifische eilanden die een smal getijdengebied kennen, maar kan ook vele meters breed zijn waarbij ondiepe strandhellingen in aanraking kunnen komen met extreem hoogtij.

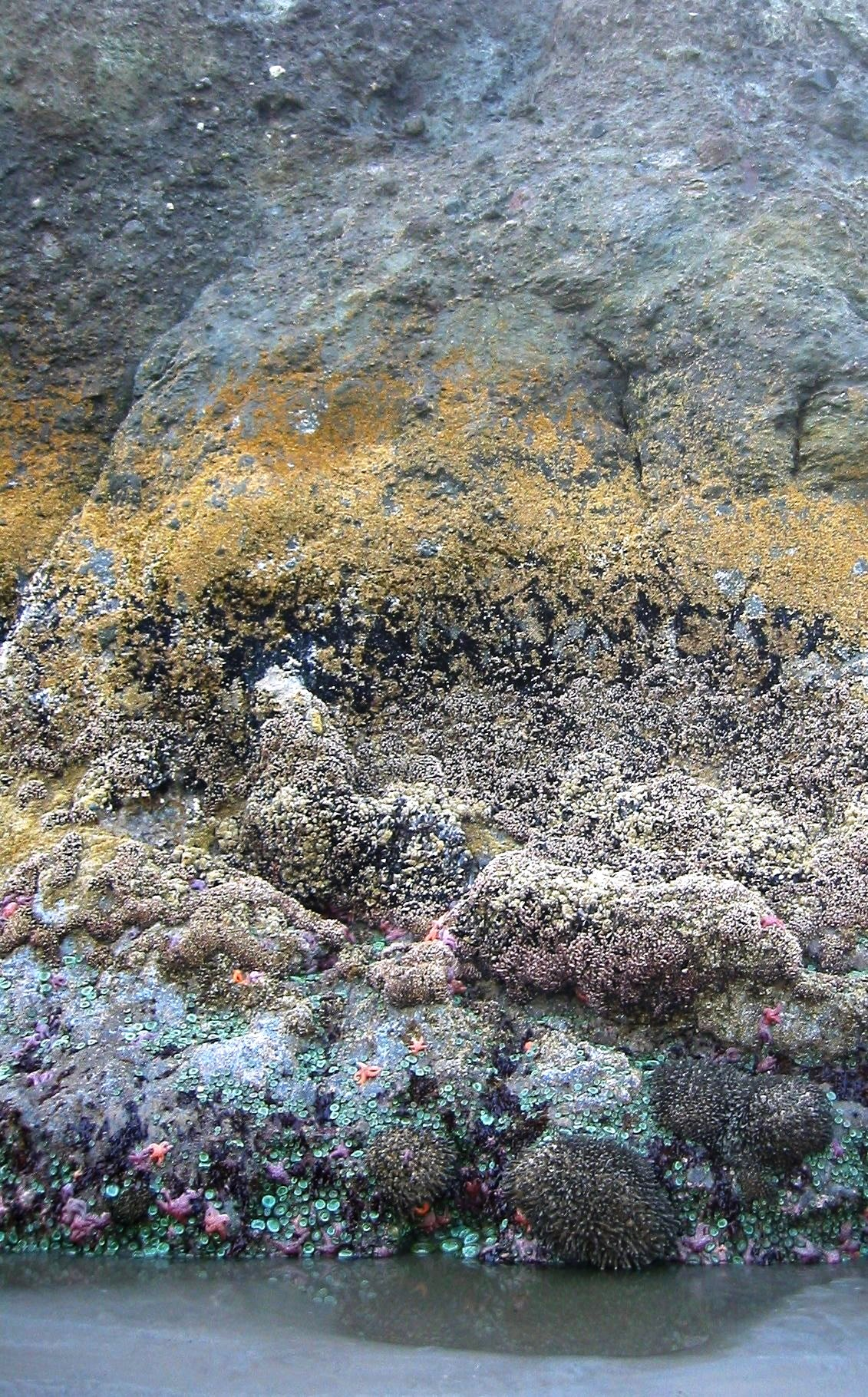
Deze rots bij laagtij laat duidelijk de zonering van het intergetijdengebied zien. Onderaan vlak boven de waterlijn zijn zeeanemonen, zeewier en zeesterren zichtbaar. Meer naar boven bevinden zich zeepokken en mossels, terwijl bovenaan alleen nog maar algen en korstmossen zichtbaar zijn.

De in dit gebied levende organismen hebben zich aangepast aan de harde extremen waaraan ze hier blootgesteld zijn. Zo is water regelmatig beschikbaar als gevolg van de getijdenbeweging, maar varieert van zoet water tijdens regenbuien en water met een hoog zoutgehalte met als gevolg opdrogende zoutkorsten na vloed. Ook kunnen zeedieren van hun omgeving losraken door de golfslag. Verder kan er ook sprake zijn van extreme temperatuurverschillen, van heel heet als gevolg van blootstelling aan de volle zon tot bevriezing in de regio's met koude klimaten. Toch kunnen deze barre microklimatologische omstandigheden verzacht worden door lokale kenmerken en grote planten, bijvoorbeeld mangrovebomen. De zeedieren die zich aangepast hebben om hier te leven, kunnen gebruikmaken van de voedingsstoffen die in grote hoeveelheden vanuit de zee komen en door de getijden naar deze zone verplaatst worden. 

Bij rotskusten kunnen zich tijdens hoogtij getijdenpoelen vormen

Mariene biologen verdelen het intertijdengebied in drie zone's, laag, midden en hoog, wat gebaseerd is op de totale gemiddelde blootstelling aan elementen zoals water en lucht. De lage intergetijdenzone, die grenst aan de ondiepe subtidale zone, is alleen blootgesteld aan lucht bij de laagste lage getijden en is daarom voornamelijk marien van karakter. De middelste intergetijdenzone wordt regelmatig blootgesteld aan lucht en overstroomt door de gemiddelde getijden. De hoge intertijdenzone wordt alleen door water overspoeld tijdens de hoogste hoge getijden en is daarom voor het merendeel van de tijd terrestrisch van aard. Deze laatstgenoemde zone grenst aan de spatzone, het gebied wat zich net buiten het bereik van de getijden bevindt en alleen met opspattende golven in aanraking komt. Op kusten die worden blootgesteld aan zware golfwerking wordt het intertijdengebied beïnvloed door golven, aangezien het vele zeenat van breekgolven het intertijdengebied zal doen uitbreiden.
Afhankelijk van het ecologie en de topografie van de kust kunnen er extra kenmerken worden opgemerkt. Zo vormen zich vaak bij rotsachtige kusten getijdenpoelen in laagtes en gaten in de rotsen die met water volstromen zodra het getij stijgt. Ook kan zich onder bepaalde omstandigheden drijfzand vormen. 